# Musculus longissimus capitis
De musculus longissimus capitis of langste spier van het hoofd vormt het bovenste deel van de musculus longissimus, een van de diepe spieren van de rug. Het is een voortzetting van de musculus erector spinae. Capitis betekent 'van het hoofd' en verwijst naar de ligging van de spier.
De spier ontspringt op de processus transversus van borstwervel 1 tot 5 (T1-T5) en de processus articularis van halswervel 4 tot 7 (C4-C7). Ze hecht zich aan de processus mastoides ossis temporalis.